# 永谷咲笑
永谷 咲笑（ながたに さえ、2020年1月3日 - ）は、日本の子役。スペースクラフト所属。

## 出演作品

### 映画
- なのに、千輝くんが甘すぎる。（2023年3月3日、松竹） - 千輝恋（2歳時） 役
- ゴジラ-1.0（2023年11月3日、東宝） - 明子 役
- マイナビ創業50周年記念オリジナルWEB映画「ミライヘキミト。」（2024年） - 凪 役
- 366日（2025年1月10日、松竹 / ソニー・ピクチャーズエンタテインメント） - 嘉陽田陽葵（幼児期）役

### テレビドラマ
- ドラマ25 / 真相は耳の中 第10話（2022年12月24日、テレビ東京） - 今井芽依（3歳時） 役
- むこう岸（2024年5月6日、NHK総合） - 佐野奈津希 役
- まどか26歳、研修医やってます! 第3話（2025年1月28日、TBS） - 中山羽奏 役[1]
- 連続テレビ小説 「あんぱん」 第1回 - 第10回（2025年3月31日 - 4月11日、NHK総合） - 朝田メイコ （幼少期）役
- 天城越え（2025年5月10日、NHK BSプレミアム） - 望月スエ 役
- しあわせは食べて寝て待て 第8話（2025年5月20日、NHK総合） - 麦巻さとこ（幼少期）役
- 北くんがかわいすぎて手に余るので、3人でシェアすることにしました。 第3話・第7話（2025年7月15日・8月12日、関西テレビ・フジテレビ） - スピカ 役

### 配信ドラマ
- エンジェルフライト 国際霊柩送還士 第6話（2023年、Amazon Prime Video） - 高木凛子（幼児期） 役

### CM
- セレモ
- セブン&アイ・ホールディングス 「お買い物の不便を解消するために」篇
- ベネッセコーポレーション こどもちゃれんじ
- ライフルホームズ 「防災ガーディアン」
- サンスター 「100年mouth100年health 生きるは、口からはじまる。」篇
- ROLLCAKE / ALBUS
- すっぽん小町
- 日生協 「23季節のくらし冬号」
- コスモ石油
- ホンダ・N-BOX
- KUMON「どんどん！どんなもんだい！」

### MV
- 鈴木瑛美子「カナリアの歌」（2022年）

### WEB
- 大塚製薬 「オロナインH軟膏」
- セレモ 「企業広告」
- アガツマ アンパンマン 「お米から生まれた積み木DX」

### 雑誌
- ブティック社 「手編みの時間vol.7」
- 風讃社「後期のたまごクラブ」
- 小学館 「ベビーブック」 - モデル
- 小学館 「幼稚園」

### スチール
- ピープル
  - 「ピタゴラス」
  - 「BASIC」
  - 「はたらくくるま」
  - 「サイレンカー」
- コンビ 「クルムーヴアドバンス」
- しまむら「バースデー」
- 京都丸紅「七五三」
- 三越伊勢丹
- セシールホーム
- AEON
- パイロットコーポレーション「メルちゃんのいちごのおふろセット」